# Tiszaalpár
Tiszaalpár là một làng thuộc hạt Bács-Kiskun, Hungary. Làng này có diện tích 91,13 km², dân số năm 2010 là 5032 người, mật độ 55 người/km².